# Най

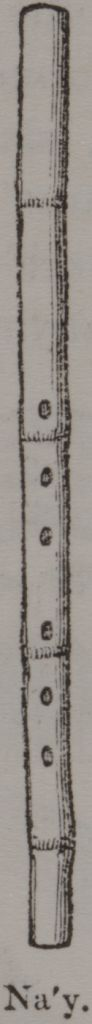
Най

Най (з узбецької «очерет») — духовий музичний інструмент. Використовується у народів Середньої Азії, Кавказу та Північної Африки (Туніс, Єгипет).
Виготовляється з деревини. Але сама його назва свідчить, що спочатку у давнину його виготовляли з очерету.
Най — це тип флейти з шістьма основними отворами. Звукоряд діатоничний, за допомогою особливих засобів виконання наближається то до мажорного, то до мінорного.
Існує різновид наю — малий най. Це таджицький народний духовий інструмент — щось на кшталт до свисткової флейти.